# 西蒙·基南
西蒙·基南（英語：Simon Keenan，1992年10月8日—），澳大利亚男子赛艇运动员。他曾代表澳大利亚参加保加利亚普罗夫迪夫举行的2018年世界赛艇锦标赛，获得男子八人单桨有舵手银牌。